# Canthidium ruficolle
Canthidium ruficolle là một loài bọ cánh cứng trong họ Bọ hung (Scarabaeidae).